# Birahim Gaye
Birahim Gaye, né le 27 février 1994 à Dakar (Sénégal) est un footballeur sénégalais évoluant dans le club du HUS Agadir. Il joue au poste d'attaquant.

## Biographie

### En club
Birahim Gaye débute le football professionnel au Diambars FC.

### En sélection
Le 28 juillet 2019, il reçoit sa première sélection en équipe du Sénégal face au Liberia.